# Куттубаев, Аманкул
Аманкул Куттубаев (кирг.  Аманкул Куттубаев; 19 августа 1907, с. Джыламыш(ныне Сокулукский район Чуйская область Кыргызстан) — май 1984) — киргизский и советский театральный деятель, режиссёр, актёр театра, драматург. Народный артист Киргизской ССР (1946). Лауреат Государственной премии Киргизской ССР имени Токтогула Сатылганова (1970).

## Биография
Аманкул рано потерял родителей (его мать умерла, когда ему было четыре года, а отец — девять лет) и начал работать. После окончания специальных курсов уже в семнадцатилетнем возрасте стал учителем в родном селе Джыламыш.
В 1926 году поступил на учёбу в Киргизскую музыкально-драматическую театральную студию (ныне — Кыргызский национальный академический драматический театр имени Т. Абдумомунова), в которой сочетал обучение с актёрской работой и выполнением обязанностей ассистента режиссёра.
В 1930 году студию переименовывают в Киргизский государственный театр, а Куттубаев начинает самостоятельную режиссёрскую деятельность. В 1932 году он становится художественным руководителем театра. Для получения дополнительных знаний о режиссуре Аманкул Куттубаев поступает на режиссёрский факультет  Государственного института театрального искусства имени А. В. Луначарского, который заканчивает в 1940 году. В том же году вступает в ВКП(б).
В 1939—1952 — главный режиссёр Киргизского театра оперы и балета (до 1944 года носил название Киргизского музыкально-драматического театра), в 1952—1963 г. — его директор.
Ещё будучи студентом четвёртого курса ГИТИСа поставил на сцене Фрунзенского музыкально-драматического театра поставил в качестве режиссёра первую киргизскую оперу «Айчурек». Опера была представлена в мае 1939 года на первой декаде киргизского искусства в Москве и была высоко оценена критиками. Её постановка не только была зачтена Куттубаеву как дипломная работа, но и принесла режиссёру Орден Трудового Красного Знамени, а также звание Заслуженного деятеля искусств Киргизской ССР.
По окончании ГИТИСа организовал первую в Киргизии группу молодых режиссёров.
Аманкул Куттубаев автор либретто оперы «Патриоты» (1941, совместно с Кубанычбеком Маликовым) — первой советской оперы, посвящённой начавшейся Великой Отечественной войне, а её основной темой, основанной на киргизских народных песнях, стали проводы добровольцев на фронт. Кутубаев выступил и режиссёром оперы, премьера которой состоялась 14 ноября 1941 года.
В 1943 году совместно с Касымаалы Эшимбековым в качестве режиссёра поставил первую киргизскую национальную музыкальную комедию «Кто что сделал», которая, однако, шла на сцене недолго.
В 1946 году Куттубаеву присвоено звание Народного артиста Киргизской ССР.
В 1964 году вышел на пенсию. Уже после выхода на пенсию, в 1970-м получил премию Государственную премию Киргизской ССР имени Токтогула Сатылганова за поставленную им ранее оперу «Манас».
Скончался в мае 1984 года в результате инсульта.

## Театральная деятельность

### Автор пьес
- «Враги колхоза» (1932);
- «Джаныл» (1946, совместно с Кубанычбеком Маликовым);
- «Мы не те, что были» (1951, совместно с Кубанычбеком Маликовым);
- «Молодцы» («Азаматтар», совместно с Кубанычбеком Маликовым)[14];

### Драматический режиссёр
- «Враги колхоза» (1932, по собственной пьесе);
- «Не смерть, а жизнь» («Аджал ордуна», 1934, по пьесе Жусупа Турусбекова)

### Оперный режиссёр
1938 год — «Не смерть, а жизнь» («Аджал ордуна») (совместно с Владимиром Яковлевичем Васильевым; композиторы: Власов, Малдыбаев, Фере);
1939 год — «Лунная красавица» («Айчурек») (композиторы: Власов, Малдыбаев, Фере);
1940 год — «Токтогул» (совместно с Владимиром Яковлевичем Васильевым; композитор — Веприк);
1941 год — «За счастье народа» («Фрунзе на Туркфронте») (совместно с Владимиром Яковлевичем Васильевым; композиторы: Власов, Фере);
1941 год — «Патриоты» (композиторы: Власов, Малдыбаев, Фере);
1942 год —  «Золотой чуб» («Кокуль») (совместно с Ольгой Михайловной Борисевич; композитор — Раухвергер);
1943 год — «Кто что сделал» (совместно с Касымаалы Эшимбековым; композиторы: Абдраев, Тулеев, Аманбаев, Малдыбаев);
1946 год  (переработана в 1966) —  «Манас» (совместно с Владимиром Яковлевичем Васильевым; композиторы: Власов, Малдыбаев, Фере);
1949 год — «Кармен» (совместно с Владимиром Яковлевичем Васильевым; композитор — Бизе);
1951 год — «На берегах Иссык-Куля» (совместно с Владимиром Яковлевичем Васильевым и Савелием Анатольевичем Малявиным; композиторы: Власов, Малдыбаев, Фере);
1952 год — «Айдар и Айша» (совместно с Владимиром Яковлевичем Васильевым; композиторы: Аманбаев и Германов);
1954 год — «Не смерть, а жизнь» («Аджел ордуна») (совместно с Владимиром Яковлевичем Васильевым; композиторы: Власов, Малдыбаев, Фере);
1958 год — «Токтогул» (композиторы: Власов, Малдыбаев, Фере);
1960 год — «Проделки Майсары» (композитор — Юдаков);
1961 год — «Джамиля» (совместно с Романом Иринарховичем Тихомировым; композитор — Раухвергер) и др.

## Награды и почётные звания
- Заслуженный деятель искусств Киргизской ССР (1939)
- Орден Трудового Красного Знамени (7 июня 1939) — за выдающиеся заслуги в деле развития киргизского театрального искусства
- Народный артист Киргизской ССР (1946)
- Орден Ленина (1 ноября 1958)
- Государственная премия Киргизской ССР имени Токтогула Сатылганова (1970)

## Память
- Одна из улиц столицы Кыргызстана — Бишкека названа его именем[2].
- Средняя школа в родном Куттубаеве районе — Сокулукском, носит его имя.
- В 1990 году Копбаем Кумушалиевым была издана книга о Аманкуле Куттубаеве[17].